# 비스틀리
비스틀리(Beastly)는 미국에서 제작된 다니엘 반즈 감독의 2011년 판타지, 드라마, 멜로/로맨스 영화이다. 소설 비스틀리에 어느 정도 기반을 두고있다. 바네사 허진스 등이 주연으로 출연하였고 수잔 카트소니스 등이 제작에 참여하였다.

## 출연

### 주연
- 바네사 허진스
- 알렉스 페티퍼

### 조연
- 닐 패트릭 해리스
- 다코타 존슨
- 에릭 넉슨
- 메리 케이트 올슨
- 피터 크라우즈
- 리사 게이 해밀튼

## 제작진
- 조감독: 리처드 L. 폭스
- 미술: 러스티 스미스
- 시각효과: 대니 김
- 의상: 서티랫 앤 라라브
- 분장부문: 아닉 차티어
- 분장부문: 토니 가드너
- 분장부문: 코랄드 지루
- 분장부문: 제이미 켈먼
- 분장부문: 개턴 랜드리
- 배역: 사라 핀
- 프로덕션매니저: 매논 부기
- 프로덕션매니저: 마이클 플린